# 纳戈塔纳
纳戈塔纳（Nagothana），是印度马哈拉施特拉邦赖加德县的一个城镇。总人口10168（2001年）。

## 人口
该地2001年总人口10168人，其中男性5343人，女性4825人；0—6岁人口1410人，其中男728人，女682人；识字率78.32%，其中男性为81.71%，女性为74.57%。